# بابی هینان
بابی هینان (انگلیسی: Bobby Heenan; ۱ نوامبر ۱۹۴۴ – ۱۷ سپتامبر ۲۰۱۷) مربی (کشتی حرفه‌ای)، و کشتی‌گیر کشتی حرفه‌ای اهل ایالات متحده آمریکا بود.
از فیلم‌ها یا برنامه‌های تلویزیونی که وی در آن نقش داشته است می‌توان به رسلمانیا ۳ اشاره کرد.
وی همچنین برندهٔ جوایزی همچون تالار شهرت دبلیودبلیوای شده است.